# Trofeo Matteotti 2018
Il Trofeo Matteotti 2018, settantunesima edizione della corsa e valevole come evento dell'UCI Europe Tour 2018 e della Ciclismo Cup 2018 categoria 1.1, si svolse il 23 settembre 2018 su un percorso di 195 km, con partenza e arrivo a Pescara, in Italia. La vittoria fu appannaggio dell'italiano Davide Ballerini, il quale completò il percorso in 4h42'47", alla media di 41,37 km/h, precedendo i connazionali Giovanni Visconti e Marco Tizza.
Sul traguardo di Pescara 30 ciclisti, su 134 partenti, portarono a termine la competizione.

## Squadre e corridori partecipanti
| N.    | Cod. | Squadra                         |
| ----- | ---- | ------------------------------- |
| 1-7   | MOV  | Movistar Team                   |
| 11-17 | DDD  | Team Dimension Data             |
| 21-27 | GFC  | Groupama-FDJ                    |
| 31-37 | ITA  | Italia                          |
| 41-47 | BRD  | Bardiani CSF                    |
| 51-57 | CJR  | Caja Rural-Seguros RGA          |
| 61-67 | CCC  | CCC Sprandi Polkowice           |
| 71-77 | GAZ  | Gazprom-RusVelo                 |
| 81-87 | ICA  | Israel Cycling Academy          |
| 91-97 | NIP  | Nippo-Vini Fantini-Europa Ovini |

| N.      | Cod. | Squadra                       |
| ------- | ---- | ----------------------------- |
| 101-107 | WVA  | WB Aqua Protect Veranclassic  |
| 111-117 | WIL  | Wilier Triestina-Selle Italia |
| 121-127 | ANS  | Androni Giocattoli-Sidermec   |
| 131-137 | BIC  | Biesse Carrera Gavardo        |
| 141-145 | MST  | MsTina Focus                  |
| 151-156 | SMV  | Sangemini-MG.K Vis-Vega       |
| 161-165 | LOK  | Lokosphinx                    |
| 171-177 | AMO  | Amore & Vita-Prodir           |
| 181-187 | AZT  | d'Amico Utensilnord           |
| 191-197 | MKT  | Meridiana Kamen Team          |

## Ordine d'arrivo (Top 10)
| Pos. | Corridore          | Squadra    | Tempo    |
| ---- | ------------------ | ---------- | -------- |
| 1    | Davide Ballerini   | Androni    | 4h42'47" |
| 2    | Giovanni Visconti  | Italia     | s.t.     |
| 3    | Marco Tizza        | Nippo      | s.t.     |
| 4    | Kristian Sbaragli  | Israel     | s.t.     |
| 5    | Simone Velasco     | Wilier     | s.t.     |
| 6    | José Joaquín Rojas | Movistar   | s.t.     |
| 7    | Fabricio Ferrari   | Caja Rural | s.t.     |
| 8    | Kamil Małecki      | CCC        | s.t.     |
| 9    | Luca Wackermann    | Bardiani   | s.t.     |
| 10   | Ben O'Connor       | Dimension  | s.t.     |